# المازري حداد
المازري حداد (ولد في مدينة الكرم في 2 يوليو 1961) صحفي وكاتب وفيلسوف ودبلوماسي تونسي، عمِل سفيراً لبلاده في منظمة اليونسكو.

## مولده ونشأته
وُلد حداد في 2 يوليو 1961، وكان الخامس بين أبناء محمد حداد وزوجته زهرة سعيداني. بدأ والده ـ سليل إحدى عائلات مدينة المنستير المتوسطة ـ حياته العملية فنياً في ترسانة فاريفيل ثم عمل حتى تقاعده في المحطة الحرارية في مدينة حلق الوادي. كان الأب شيوعي التوجهات، وكان من أوائل من انضموا إلى الحزب الحر الدستوري الجديد في نضاله من أجل استقلال تونس، بينما كانت الأم من أسرة متوسطة الحال من مدينة ماطر ترجع إلى أصول مغربية.

## دراسته الأولية
تلقى حداد دراسته الأولية في الكرم، ثم دراسته الثانوية في المعهد الفني في حلق الوادي. وفي يونيو 1978 صدر قرار بطرد حداد من مدرسته ومنعه من الالتحاق بأية مؤسسة تعليمية في الجمهورية التونسية بأكملها، وذلك على خلفية نشاطه السياسي أثناء أحداث ما سمي بالخميس الأسود فيما يبدو.
فغادر إلى الجزائر، حيث اجتاز مسابقة القبول بالمعهد الوطني للهندسة الميكانيكية في مدينة بومرداس. كان حسه الوطني وشغفه بالصحافة أكبر من دراساته الهندسية فنشر بالصحف التونسية أنَذاك أولى مقالاتهِ النقدية ضد التسلط الذي ميز أواخر نظام الحكم البورقيبي حيث نشر مقاله الأول في صحيفة لابراس اليومية التونسية التي تصدر باللغة الفرنسية، وكان عنوانه «شاب تونسي غاضب جداً» (بالفرنسية: Un jeune tunisien très en colère) ثم أردفه بمقال عنيف في مجلة جون أفريك الفرنسية في 20 أكتوبر 1982 بعنوان «تأثير وسيلة» ينتقد فيه سيدة تونس الأولى حرم الرئيس بورقيبة التي كانت فوق كل نقد. وقد دفع المازري الحداد ثمن جرأته بالسجن. بدأ بعدها مغامرة صحفية قادته إلى كتابه أهم المقالات السياسية في اللغتين العربية والفرنسية في الصحافة التونسية والعالمية. فكتب في مجلة حوار ثم العمل التونسي الناطق الرسمي باسم الحزب الاشتراكي الدستوري حيث رفت لعدم انسجامه مع عقلية التمجيد التي طغت على تونس انداك ومناصرته للحرية والنقد. التحق بمجلة الإذاعة والتلفزة وعمل فيها كمخرج ومشرف تحت رئاسة تحرير صالح جغام لمدة سنتين واستقال في مطلع الأحداث الدامية لانتفاضة الخبز[بحاجة لمصدر] في تونس في يناير 1984. قرر المازري الحداد مغادرة البلاد احتجاجا على سياسة القمع والعنف التي تمارسها سلطات بورقيبة على الشعب التونسي مطلقا قولته الشهيرة التي بقيت راسخة في قلوب بعض التونسيين - ليس لي مستقبل في بلد في بلد يعدم فيه المستقبل...أي شبابه - وهو مقال كتب في جريدة لوطون التونسية
هاجر إلى باريس سنة 1984 والتحق بجامعة السربون حيث اختار دراسة الفلسفة والتاريخ والعلوم الاجتماعية وفي سنة 1987 صعود بن علي إلى الحكم نقد مازري الحداد طريقة ازاحة بورقيبة عن الحكم وكان أول من استعمل مصطلح الانقلاب الطبي. وبعد سنوات من معارضته لتسلط بورقيبة حذر التونسيين من طبيعة ونوايا حاكم تونس الجديد ونزعات الغطرسة والحكم الواحد وعبادة الشخصية الذي غرقت فيها البلاد طيلة سنوات.

## حياته الأكاديمية ومناصبه
اختار دراسة التاريخ والعلوم الاجتماعية وخاصة الفلسفة السياسية وبعد 14 سنة دراسة وبحث في جامعة السربون تحصل عن اجازة في التاريخ وثانية في علم الاجتماع كما نال على شهادة الدكتوراه بعد مناقشة أطروحة ضخمة عنوانها «السياسة والدين في الاسلام وفي المسيحية من زاوية اللاهوت والفلسفة والتاريخ». وبشهادة محمد أركون كانت أول دراسة قيمة وعلمية في مقارنة الاديان من ناحية علاقة الدين بالدولة. درس العلوم الاجتماعية والتاريخ في حلقة الاساتذة ريمون بودون وفرنسوا بوريكو وبرنار فالاد وخاصة دروس الاستاذ دومنيك شفالييه حول تاريخ العالم العربي. في سنة 1989 سنة سقوط جدار برلين ناقش اطروحة الاستاذية في الفلسفة بعنوان الايديولوجيا الشيوعية والإسلام السياسي. دراسة قيمة ابرز فيها أهم نقاط التقاطع بين الكليانية الحمراء والتيوقراطية الخضراء، الإسلام السياسي علاقة وضحها لاحقا في مقال نشر في جريدة لوموند في 25 افريل 2009 تحت عنوان الفاشية الخضراء. 

تحصل المازري الحداد في سنة 1997 على درجة الدكتوراه في الفلسفة الأخلاقية والسياسية من جامعة السربون تحت اشراف الاستاذ كلود بولان حيث طرح جدلية العلاقة بين السلطة الروحية والسلطة الدنيوية في الإسلام والمسيحية، بحث عميق في أكثر من الفين صفحة نال أكبر درجات الشرف والامتياز من جامعة السربون. اكد المازري الحداد في اطروحته ان المرض التيوقراطي ليس اسلاميا محضا بل خصيصة كل الاديان السماوية. ويعتبر المازري الحداد أول مسلم يعينه المجلس الوطني للجامعات الفرنسية محاضراً في اللاهوت الكاثوليكي. له العديد من المقالات والدراسات التي يتعلق معظمها بالسياسة والدين (الإسلام والمسيحية). المازري الحداد متحصل على رتبة أستاذ محاضر من مجلس جامعات فرنسا.
درس في العديد من الجامعات الفرنسية وفي مختلف المجالات اهمها فلسفة القانون الديانات المقارنة والفلسفة السياسية وقد شغل تباعا هذه المناصب الجامعية:
مكلف بالتدريس أستاذ جامعي بالمدرسة العليا للدراسات التجارية، درس الاديان والثقافات
أستاذ جامعي للتاريخ بجامعة باريس السابعة دينيس ديدرو قسم التاريخ والجغرافيا
باحث مكلف في مركز الدراسات والبحوث الفرنسية قسم تاريخ العلوم والفلسفة العربية الوسيطة مخبر الاستاذ رشدي رشاد
باحث مكلف في مركز البحوث والدراسات اليونانية القديمة قسم الاستاذ بيار اوبيناك
أستاذ مساعد في جامعة باريس اساس درس تاريخ الافكار السياسية قسم الاستاذة جاكلين بريسسيه
اشتغل أيضاً كمدير معهد ديدالوس للجغرافيا السياسية، وهو بيت خبرة تأسس بمبادرة من وزارة الشؤون الخارجية القبرصية ومقره في العاصمة القبرصية نيقوسيا

## الصحافة
عمل المازري الحداد في صحف الحزب الاشتراكي الدستوري وفي الصحافة التلفزية حيث عمل كملحق صحافي ومراسل قار لمجلة حقائق التونسية. اشتغل بقسم التحرير للمجلة لمدة طويلة إلى حدود استقالته منها سنة 1992 احتجاجا على الانتهاكات التي كانت تمارس من النظام على الصحفيين. واصل المازري الحداد دفاعه عن الحريات العامة وحقوق الإنسان وبعد منعه من الصحافة التونسية كتب سنة 1992 أول مقال في جريدة الفرنسية حول ما عرف بروابط الكسكسي la couscous connection. نوهت الاستادة الجامعية الكندية ليز قارن Lise Garon واعتبرته المثقف التونسي الوحيد الذي تجرأ وكتب حول تورط اخ الرئيس بن علي في شبكة عالمية لتهريب المحذرات. وكان المازري الحداد الصوت الوحيد الذي وقف في وجه النظام بكتاباته الشرسة والمناهضة للتعذيب وللتضييق على الحريات ٫ كما كان سنة 1994 المثقف والصحفي التونسي الوحيد الذي ساند ترشح المنصف المرزوقي صديق ورفيق دربه في النضال ضد الديكتاتورية للانتخابات الرئاسية عبر مقال حارق أرق مضجع النظام تحت عنوان انتخابات ملك تونس. وقد حجبت السلطات التونسية جريدة ليبيراسيون بسبب هذا المقال.

## نشاطه السياسي
بقي المازري الحداد على مسافة من نظام بن علي عكس غيره من السياسيين. في سنة 1989 جدد نقده لسياسة بن علي القائمة على التفرد والشخصنة نفس الظواهر التي اطاحت بنظام بورقيبة. فكان بين 1989 و1991 من المفكرين القلائل الذين انتقدوا علنا في الصحافة التونسية الطابع الاستبدادي الذي نحاه النظام. فنادى بالحوار مع اطراف المعارضة واحترام الحريات الفردية وحقوق الإنسان. ممنوع من التعبير في تونس واصل نضاله في جريدة ليبيراسيون الفرنسية الوحيدة التي سمحت له بنشر مقالاته. بعد انتظار طال ثلاث سنوات تحصل على اللجوء السياسي في فرنسا سنة 1995. وكان يحظي باحترام جميع المعارضين التونسين في المهجر اعتبرته الباحثة الكنيدة ليز قارون أهم مكونات حركة المعارضة لنظام بن علي وبشهادة محمد مزالي الوزير الاسبق الذي قال عنه في مدكراته انه "العقل المدبر للمعارضة التونسية وكان أحد القلائل الذي دافع عني بعد خروجي من تونس سنة 1986 ولم يكن المازري الحداد دستوريا ولا انتهازيا من الذين فقدوا مصالحهم بسقوط نظام بورقيبة بل كان مفكرا حرا وطنيا يناضل من اجل حرية التعبير وحقوق الإنسان".وفي سنة 1997 في حوار شامل نشرته صحيفة لوسوار البلجيكية ندد بالهوس المرضي للنظام من المعارضة ومن الحطر الإرهابي داعيا إلى ضرورة احترام الحريات وتكريس الديمقراطية التي أعلن عنها بيان السابع من نوفمبر.
ساهم البشير بن يحمد ومحمد المصمودي وزيرالخارجية في عهد بورقيبة في التقارب بين بن علي والمازري الحداد منذ 1998 لدعوته للعودة إلى تونس بعد منفى طال 11 سنة ولم يكسره المازري الحدادالا في شهر افريل 2000 أيام قليلة قبل وفاة بورقيبة اين شيع مع كل التونسيين الرئيس الأول للجمهورية التونسية إلى مثواه الاخير. تعرض في كتابه قرطاج لن تحترق الذي نشر في باريس سنة 2002 إلى نقد شديد للمعارضة التونسية وخصوصا الاتجاه الإسلامي كما لم يستثني وجوه النظام النافذين الذين اتهمهم بما وصل اليه النظام من انغلاق وغطرسة سياسية، وواصل دعمه لنظام بن علي معللا موقفه بتدرج البناء الديمقراطي ورفضه لدعوات الثورجة خاصة الصادرة عن الراديكاليين والمتشددين. تعرض لحملة من رموز نظام بن علي بعد الانتخابات الرئاسية لسنة 2004 على اثر صدور مقاله في جريدة جون أفريك باللغة الفرنسية وعندما قارن الجنرال بن علي بفرانكو ديكتاتور أسبانية الفاشي داعيا إلى حوار سياسي مفتوح مع المعارضة الوطنية وعفو تشريعي عام على كل المعارضين وعودة المهجرين بما فيهم الاسلاميون. وكانت حملة بارونات التجمع عليه عنيفة فجاء الرد في نفس المجلة تحت عنوان -سفينة بن علي امنة لكن اين تذهب سفينة المازري الحداد- بعد جملة من الحملات المغرضة عين سنة 2009 الرئيس بن علي المازري الحداد سفيرا لتونس في اليونسكو وهو منصب شاغر منذ سنة 1994 ولم يتاخر رد التجمع الدستوري الديمقراطي ومعارضي المازري الحداد في القصر وحسب جريدة المغرب السري فان بن علي اخد قراره بتعيين الدكتور الحداد سفيرا رغم المعارضة الشرسة لعبد الوهاب عبد الله أحد رمور والمستشار الأول لبن علي.

## أسرته
حداد متزوج من السيدة جميلة، وهي دكتورة في الحقوق من أب جزائري (كان مناضلاً مقرباً من الزعيم الجزائري مصالي الحاج) وأم فرنسية، وكانت جميلة حداد تمارس السياسة من خلال الحزب الاشتراكي الفرنسي، ولكنها انشقت عنه بسبب تعرضها للتمييز فيما يقال. ولحداد منها ابنتان هما صوفيا وإيناس.

## استقالته من اليونسكو
في 13 يناير 2011 أعلن المازري حداد استقالته من منصبه كسفير لتونس في منظمة اليونسكو احتجاجاً على ما وصفه بحمام الدم الذي تسبب فيه «القمع الدموى» للاحتجاجات التي تشهدها بلاده منذ شهر.

## استشرافه لتداعيات الربيع العربي
قبل شهرين من الانتخابات الأولى بعد ما أطلق عليه الثورة التونسية في 23 أكتوبر 2011 نشر الحداد كتابه الوجه الخفي للثورة التونسية الذي تكهن فيه مسبقا بفوز الاسلاميين في الانتخابات التشريعية في تونس وفي كل العالم العربي وهو ما اعتبره انذاك تفويضا من الإدارة الأمريكية لكل الحركات الإسلامية المسماة بالمعتدلة لاعتلاء سدة الحكم في بلدان الربيع العربي. />
بدون ان يكون من انصار نطرية المؤامرة وبدون التنقيص من حدة الاسباب الموضوعية اجتماعيا واقتصاديا التي ادت إلى انتفاضة العالم العربي اتهم صراحة الولايات المتحدة وما اسماها قطرائيل أي امارة قطر في الانحياز ومساعدة الحركات الإسلامية للصعود إلى الحكم. بالنسبة للمازري الحداد الربيع العربي ما هو الا مشروع الشرق الأوسط الكبير مشروع المحافظين الجدد الذي بداه جورج بوش في العراق واصفا الرئيس اوباما بحمامة باجنحة الصقور. وفي مقال نشر في الجريدة الجزائرية لوكوتيدان دو اورون استعمل عبارة الشتاء الإسلامي وخاصة الجملة الصادمة - الله أكبر وبرنار ليفي رسوله- وهو الذي وصف الربيع العربي بسايكس بيكو الثاني قبل المفكر المصري الراحل محمد حسنين هيكل بشهور عديدة.
في شهر جوان 2012 أطلق مبادرته الشهيرة في 7 نقاط وججها إلى الجيش التونسي لانقاذ تونس من براثن الاسلاميين وبعد وقت قصير هنا شعب مصر واشاد بما قام به المشير عبد الفتاح السيسي لانقاذ مصر من غطرسة الاخوان.

## الوجه الخفي للثورة التونسية
أصدر سفير تونس المستقيل من اليونسكو يوم 14 جانفي ‌المازرى الحداد كتابا تحت عنوان الوجه الخفي للثورة التونسية وزع في تونس لكن لسبب اختفى الكتاب من المكتبات في صمت مثير ولامبالاة من جل وسائل الاعلام ذات الوجه الثوري الجديد بعد عمليات الشد والشفط، خاصة أن ‌المازري الحداد يعتبر في /الوجه الخفي للثورة التونسية/ ما حدث يوم 14 جانفي انقلابا قادته الولايات المتحدة الأمريكية مع قطر على النظام النوفمبرى عبر استغلال التحركات الشعبية التي اتحد صوتها للإطاحة ببن على، والكل على علم بملابسات يوم 14 جانفي وخفايا هروب بن على أو ما سمح بكشفه إلى حد الآن.
أحدث كتاب «الوجه الخفي للثورة التونسية» للمازري حداد ضجة في الأوساط العربية والفرنسية. ربما انفجر في وجوهنا كقنبلة موقوتة وغيّر الصورة المثالية التي نشكلها عن الربيع العربي. فقبل ظهوره في المكتبات الباريسية أول ديسمبر راحت مواقع الانترنيت تنشر صفحات مطولة منه وتجري المقابلات مع صاحبه. وعلى أي حال فإنه يمشي عكس التيار، وقد قدم له سمير أمين. وسواء اتفقنا معه أم اختلفنا فإن أطروحاته تستحق العرض والنقاش والأخذ والردّ.. وإلا ما معنى النقاش الديمقراطي؟ يقول مازري حداد: «.. ولكن هل يعلمون أن هذه الإسلاموية المخففة أو ما يدعونه بالإسلام المعتدل لن ينتصر في ليبيا أو مصر ولا حتى في تونس كما انتصر في تركيا؟ لماذا؟ لأسباب تاريخية وسيكولوجية وسوسيولوجية أولية. ثم لسبب آخر: وهو أن أردوغان أو حزب التنمية والعدالة التركي لم يختر صيغته التحررية الحالية وإنما أجبر عليها إجبارا! أردوغان كان أصوليا إخوانيا مثلهم وكان يتمنى لو بقي أصوليا إخوانيا. وحزبه يحتوي على الكثير من الإخوان المتشددين الذين يكرهون العلمانية والحداثة كره النجوس.. ولكن عدة عوامل داخلية وخارجية أجبرته على التطور والتغير غصبا عنه. نعم لقد أجبرته الجمهورية التركية العلمانية على التطور والتخلي عن المواقف الإخوانية الأصولية السابقة. كما أجبره الجيش التركي، ذلك الساهر الأمين على إرث مصطفى كمال أتاتورك. يضاف إلى ذلك أن حزب أردوغان اضطر للتأقلم مع تراث ديمقراطي كان موجودا سابقا في تركيا، وهو معدوم في العالم العربي. وبالتالي فلا ينبغي ان نخلط بين الأمور. تركيا ليست ليبيا ولا مصر ولا تونس. يضاف إلى ذلك أيضا ان نزعة الهيمنة لأردوغان يتصدى لها حزب قوي هو حزب الشعب الجمهوري الذي أسسه أتاتورك شخصيا عام 1923.

أما حزب بورقيبة المؤسس عام 1934 فكان يمكن ان يلعب نفس الدور تجاه النهضة والغنوشي لولا أنهم فككوه وقطعوا رأسه بعد الثورة. وقل الأمر ذاته عن الحزب الوطني الديمقراطي لمبارك في مصر.كل هذه العوامل المتوافرة في تركيا والمشجعة على الانفتاح والتحرر من عقلية الإخوان المسلمين الانغلاقية الضيقة غير موجودة في أي بلد عربي. من هنا الخوف على مصير هذه البلدان بعد الربيع العربي الذي قد يتحول إلى خريف خائب أو حتى شتاء قارس.
يؤكد المازري الحداد انه ينبغي العلم بأنه لا بورقيبة ولا بن علي قاما بتهيئة الشعب التونسي للامتحان الديمقراطي الذي لا يمكن أن يحصل الا بعد تدرب طويل على العلمانية الدنيوية التي لا نطابق بينها وبين العلمانية الفرنسية بالضرورة. فهناك عدة أنواع من العلمانية لا نوع واحد. هناك عدة طرق لإقامة علاقات حديثة بين الدين والدولة أو للفصل بين هذه العلاقات. على العكس من ذلك لقد حاول كلاهما، أي بورقيبة وبن علي، أن يستغلا العاطفة الدينية للشعب التونسي لأغراض سياسية مثلما يفعل كل حكام العرب والمسلمين. لماذا فعلا ذلك؟ كي يعوضا عن نقص المشروعية الديمقراطية لنظامهما. فما دام النظام غير ديمقراطي، أي غير منتخب بشكل حر من قبل الشعب،  فلا يمكن إلا أن يستغل الحاكم هيبة الدين ومشروعيته العظمى لنيل بعض المشروعية في أنظار شعبه. هذه بدهية. ويمكن أن نضيف إلى كلام مازري حداد ما يلي: ما دام الدين لم يتعرض للنقد التاريخي كما حصل للمسيحية في أوروبا، وما دامت العلمانية لم تحل محله كذروة عليا للمشروعية السياسية، فإن الأمر سيظل هكذا إلى أبد الآبدين.